# Georgenberg (Bawaria)
Georgenberg – miejscowość i gmina w Niemczech, w kraju związkowym Bawaria, w rejencji Górny Palatynat, w regionie Oberpfalz-Nord, w powiecie Neustadt an der Waldnaab, wchodzi w skład wspólnoty administracyjnej Pleystein. Leży w Lesie Czeskim, około 18 km na wschód od Neustadt an der Waldnaab, przy granicy z Czechami.

## Dzielnice
W skład gminy wchodzą następujące dzielnice: Bernrieth, Brünst, Dimpfl, Georgenberg, Neudorf, Reinhardsrieth i Waldkirch.

## Demografia
| Rok  | Liczba mieszk. |
| ---- | -------------- |
| 1970 | 1610           |
| 1987 | 1508           |
| 2000 | 1447           |

## Współpraca
Miejscowość partnerska:
- Wirsberg, Bawaria